# Estación Pedro Montt
Pedro Montt era una estación de ferrocarril que se hallaba en el Desierto de Atacama, en la Región de Atacama de Chile. Fue parte del Longitudinal Norte y actualmente se encuentra abandonada.

## Historia
La estación fue construida como parte del ferrocarril Longitudinal Norte, el cual comenzó a operar en 1913; originalmente en el trazado primitivo estaba proyectada una estación más al norte —denominada «El Calichal»— y que estaría ubicada cerca de la quebrada de Doña Inés Chica, sin embargo las posteriores modificaciones al trazado durante su construcción establecieron la nueva estación Pedro Montt en su ubicación definitiva. Según Santiago Marín Vicuña, la estación se encontraba ubicada a una altitud de 1061 m s. n. m.
Fue clausurada en los años 1940, puesto que ya no aparece en mapas posteriores a dicha época, como por ejemplo en la «Guía del Veraneante» de la Empresa de los Ferrocarriles del Estado o en mapas oficiales de 1966.
Si bien la estación fue cerrada y posteriormente abandonada, esta fue clausurada de manera formal recién el 15 de enero de 1979, y por las vías continuaron circulando los trenes hasta el cierre de los servicios de la antigua Red Norte de la Empresa de los Ferrocarriles del Estado en junio de 1975. Las vías del Longitudinal Norte fueron traspasadas a Ferronor y privatizadas. Solamente quedan en pie algunas señales y parte de un andén.